# Malý Čepčín
Malý Čepčín (ungarisch Kiscsepcsény – bis 1895 Kiscsepcsén) ist eine Gemeinde in der Nord-Mitte der Slowakei mit 545 Einwohnern (Stand 31. Dezember 2024). Sie liegt im Okres Turčianske Teplice, einem Teil des Žilinský kraj und ist Teil der traditionellen Landschaft Turiec.

## Geographie
Die Gemeinde befindet sich im südwestlichen Teil des Turzbeckens am Bach Teplica. Das Ortszentrum liegt auf einer Höhe von 465 m n.m. und ist fünf Kilometer von Turčianske Teplice sowie 21 Kilometer von Martin entfernt.
Nachbargemeinden sind Bodorová im Norden und Osten, Turčianske Teplice (Stadtteil Diviaky) im Süden, Veľký Čepčín im Westen und Ivančiná im Nordwesten.

## Geschichte
1872 wurde am Grabhügel Homôlka ein reichlich geschmücktes Grab mit Überresten eines slawischen hochrangigen Adligen mit seinem Pferd entdeckt.
Malý Čepčín wurde zum ersten Mal 1254 als Kus Moys beziehungsweise Kysmayus schriftlich erwähnt, mit der Bedeutung „Klein-Moschotz“. Das Dorf war Besitz von Johann, Sohn von Namslav, gehörte dann bis 1404 dem Landadel aus Konotopa (heute Ivančiná), später der Familie Csepcsényi. 1785 hatte die Ortschaft 20 Häuser und 106 Einwohner, 1828 zählte man 27 Häuser und 153 Einwohner, die als Landwirte beschäftigt waren.
Bis 1918 gehörte der im Komitat Turz liegende Ort zum Königreich Ungarn und kam danach zur Tschechoslowakei beziehungsweise heute Slowakei. Auch in der ersten tschechoslowakischen Republik blieb Landwirtschaft die Haupteinnahmequelle der Bevölkerung, einige Einwohner arbeiteten in der Säge in Diviaky.

## Bevölkerung
| Jahr                | 1994 | 2004    | 2014    | 2024    |
| ------------------- | ---- | ------- | ------- | ------- |
| Anzahl der Personen | 527  | 519     | 535     | 545     |
| Unterschied         |      | −1,51 % | +3,08 % | +1,86 % |

| Jahr                | 2023 | 2024    |
| ------------------- | ---- | ------- |
| Anzahl der Personen | 543  | 545     |
| Unterschied         |      | +0,36 % |

Nach der Volkszählung 2011 wohnten in Malý Čepčín 520 Einwohner, davon 476 Slowaken und ein Tscheche. 43 Einwohner machten keine Angabe zur Ethnie.
219 Einwohner bekannten sich zur römisch-katholischen Kirche, 141 Einwohner zur Evangelischen Kirche A. B., fünf Einwohner zur evangelisch-methodistischen Kirche sowie jeweils ein Einwohner zu den Baptisten und zur apostolischen Kirche. 88 Einwohner waren konfessionslos und bei 65 Einwohnern wurde die Konfession nicht ermittelt.

## Bauwerke
- Landadelsitz aus dem 19. Jahrhundert

## Verkehr

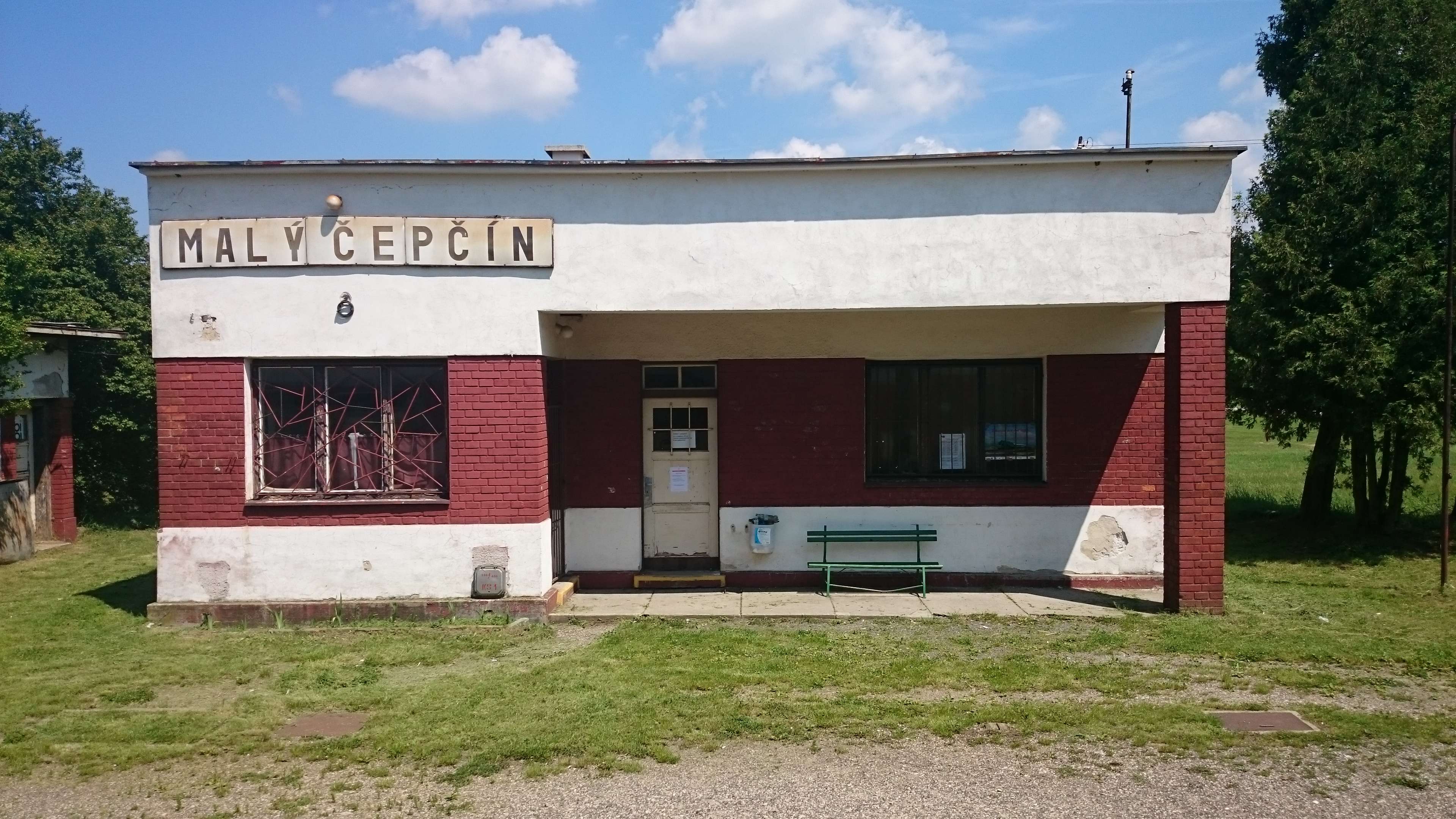
Haltestelle Malý Čepčín

Malý Čepčín besitzt eine Haltestelle an der Bahnstrecke Salgótarján–Vrútky (Teilstrecke Diviaky–Vrútky).